# Les Avenières Veyrins-Thuellin
Les Avenières Veyrins-Thuellin – gmina we Francji, w regionie Owernia-Rodan-Alpy, w departamencie Isère. W 2013 roku liczba ludności na terenie obecnej gminy wynosiła 7488 mieszkańców. 
Gmina została utworzona 1 stycznia 2016 roku z połączenia dwóch wcześniejszych gmin: Les Avenières oraz Veyrins-Thuellin. Siedzibą gminy została miejscowość Les Avenières.